# Apostolisch vicariaat Zamora en Ecuador
Het apostolisch vicariaat Zamora en Ecuador (Latijn: Vicariatus Apostolicus Zamorensis in Aequatoria) is een rooms-katholiek apostolisch vicariaat met als zetel Zamora, in Ecuador. Het apostolisch vicariaat is vrijgesteld en valt als immediatum direct onder de Heilige Stoel, zonder te behoren tot een kerkprovincie. Tot 2019 waren alle administrators en vicarissen lid van de Franciscanen. 

## Geschiedenis
In 1869 organiseerde het aartsbisdom Quito haar tweede bisschoppensynode waarbij werd besloten dat om de inboorlingen te bekeren een missie werd opgericht met vier hoofdlocaties, namelijk Napo, Macas, Gualaquiza, en Zamora, die werd toevertrouwd aan de Franciscanen. In 1889 kwam Zamora onder toezicht van de Franciscanen, en in 1892 kwam dit onder leiding van broeder Luis Torra. 
Het apostolisch vicariaat werd opgericht op 17 februari 1893, als het apostolisch vicariaat Zamora, uit delen van het apostolisch vicariaat Napo. Op 22 februari 1991 werd het hernoemd naar apostolisch vicariaat Zamora en Ecuador.

## Parochies
Het apostolisch vicariaat had in 2020 een oppervlakte van 10.556 km2 en telde 110.108 inwoners waarvan 89,3% rooms-katholiek was.

## Apostolisch vicarissen
- Luis Torra  (augustus 1892 - onbekend)
  - Antonio María Issasi (administrator: 8 januari 1922 - 23 september 1931)
  - Juan González Medina (administrator: 12 januari 1933 - 1940)
  - Pedro Regalado Oñate (administrator: 22 april 1941 10 november 1949)
  - Manuel Moncayo (administrator: 5 december 1949 - 28 februari 1959)
- Jorge Francisco Mosquera Barreiro (21 april 1964 - 10 september 1982; administator sinds 16 maart 1959)
- Serafín Luis Alberto Cartagena Ocaña (10 september 1982 - 1 februari 2003)
- Fausto Gabriel Trávez Trávez (1 februari 2003 - 27 maart 2008)
- Walter Jehová Heras Segarra (25 maart 2009 - 31 oktober 2019)
- Jaime Oswaldo Castillo Villacrés (17 november 2020 - heden)